# ایشتوان اینکش
ایشتوان اینکش (مجاری: István Énekes; ۲۰ فوریهٔ ۱۹۱۱ – ۲ ژانویهٔ ۱۹۴۰) بوکسور اهل مجارستان بود.